# Майське (Гусєвський район)
Майське (рос. Майское) — селище Гусєвського району, Калінінградської області Росії. Входить до складу Кубановського сільського поселення.
Населення —  605 осіб (2015 рік). 

## Населення
| 2002 | 2010 |
| ---- | ---- |
| 673  | ↘605 |